# Giấy phép Creative Commons

Biểu trưng Creative Commons

Giấy phép Creative Commons  là một số giấy phép bản quyền ra đời vào ngày 16 tháng 12 năm 2002 bởi Creative Commons, một công ty phi lợi nhuận của Hoa Kỳ thành lập vào năm 2001.
Giấy phép Creative Commons (hay còn được viết là CC) là một trong số các giấy phép bản quyền công khai cho phép phân phối miễn phí "tác phẩm" có bản quyền khác. Giấy phép CC được sử dụng khi tác giả muốn cho người khác quyền chia sẻ, sử dụng và xây dựng dựa trên tác phẩm mà tác giả đã tạo ra. CC cung cấp sự linh hoạt cho tác giả (ví dụ: họ có thể chọn chỉ cho phép sử dụng phi thương mại một tác phẩm nhất định) và bảo vệ những người sử dụng hoặc phân phối lại tác phẩm của tác giả khỏi lo ngại vi phạm bản quyền miễn là họ tuân thủ các điều kiện được chỉ định trong giấy phép mà tác giả phân phối tác phẩm.
Có nhiều loại giấy phép Creative Commons. Mỗi giấy phép khác nhau qua một số kết hợp của các điều kiện phân phối. Lần đầu tiên phát hành vào ngày 16 tháng 12 năm 2002, bởi Creative Commons, một tập đoàn phi lợi nhuận của Mỹ thành lập vào năm 2001. Ngoài ra còn có năm phiên bản của bộ giấy phép, được đánh số từ 1.0 đến 4.0. Bộ giấy phép 4.0 là bộ mới nhất, phát hành tháng 11 năm 2013. Mặc dù giấy phép Creative Commons ban đầu được đặt trong hệ thống pháp luật của Mỹ, nhưng hiện nay có một số cổng tài phán Creative Commons phù hợp với luật pháp quốc tế.
Tháng 10 năm 2014, Open Knowledge Foundation đã phê duyệt các giấy phép Creative Commons CC BY, CC BY-SA và CC0 phù hợp với "Định nghĩa mở" cho nội dung và dữ liệu.

## Các loại giấy phép
|  |  |

## Bốn quyền
Tất cả các giấy phép CC đều cấp "quyền cơ bản", chẳng hạn như quyền phân phối tác phẩm có bản quyền trên toàn thế giới cho các mục đích phi thương mại và không sửa đổi. Ngoài ra, các phiên bản khác nhau của giấy phép quy định các quyền khác nhau, thể hiện trong bảng sau:
| Biểu tượng     | Quyền                            | Mô tả |
| -------------- | -------------------------------- | --- |
| Attribution    | Ghi công (BY)                    | Người được cấp phép chỉ có thể sao chép, phân phối, hiển thị, biểu diễn và tạo ra các tác phẩm phái sinh và bản phối lại nếu họ cung cấp cho tác giả hoặc người cấp phép các khoản tín dụng (ghi nhận tác giả) theo cách được chỉ định bởi những điều này. Kể từ phiên bản 2.0, tất cả các giấy phép Creative Commons đều yêu cầu quyền tác giả và bao gồm yếu tố BY. |
| Share-alike    | Chia sẻ tương tự (SA)            | Người được cấp phép chỉ có thể phân phối các tác phẩm phái sinh theo một giấy phép giống với ("không hạn chế hơn") giấy phép điều chỉnh tác phẩm gốc. (Xem thêm copyleft.) Nếu không có tính năng chia sẻ tương tự, các tác phẩm phái sinh có thể được cấp phép phụ với các điều khoản cấp phép tương thích nhưng hạn chế hơn, ví dụ: CC BY đến CC BY-NC.)            |
| Non-commercial | Phi thương mại (NC)              | Người được cấp phép chỉ có thể sao chép, phân phối, hiển thị, biểu diễn tác phẩm và tạo ra các tác phẩm phái sinh và phối lại dựa trên tác phẩm đó chỉ với mục đích phi thương mại. |
| Non-derivative | Không có tác phẩm phái sinh (ND) | Người được cấp phép chỉ có thể sao chép, phân phối, hiển thị và trình diễn các bản sao nguyên văn của tác phẩm, không phải các tác phẩm phái sinh và bản phối lại dựa trên tác phẩm đó. Kể từ phiên bản 4.0, các tác phẩm phái sinh được phép sử dụng nhưng không được chia sẻ.                                                                                       |

Hai điều khoản cuối cùng không phải là giấy phép nội dung miễn phí, theo các định nghĩa như DFSG hoặc tiêu chuẩn của Tổ chức Phần mềm Tự do, và không được sử dụng trong các ngữ cảnh yêu cầu các quyền tự do này, chẳng hạn như Wikipedia. Đối với phần mềm, Creative Commons bao gồm ba giấy phép miễn phí do các tổ chức khác tạo ra: Giấy phép BSD, GNU LGPL và GNU GPL.
Trộn lẫn và so trùng những điều kiện này sinh ra mười sáu tổ hợp khác nhau, trong đó mười một giấy phép là giấy phép của Creative Commons và năm cái không đúng. Trong năm giấy phép không đúng đó, bốn giấy phép có cả điều khoản "nd" và "sa", những tổ hợp mâu thuẫn với nhau; và một giấy phép không có điều khoản nào cả. Trong số mười một kết hợp hợp lệ, năm kết hợp thiếu điều khoản "bởi" đã bị loại bỏ vì 98% người cấp phép yêu cầu ghi công, mặc dù chúng vẫn có sẵn để tham khảo trên trang web. Điều này để lại sáu giấy phép được sử dụng thường xuyên cộng với khai báo phạm vi công cộng CC0.

### Sáu giấy phép sử dụng thường xuyên
Sáu giấy phép được sử dụng thường xuyên nhất được trình bày trong bảng sau. Trong số đó, những giấy phép được Wikimedia Foundation chấp nhận – tổ chức cung cấp phạm vi công cộng và hai giấy phép ghi nhận tác giả (BY và BY-SA) – cho phép chia sẻ và phối lại (tạo các tác phẩm phái sinh), bao gồm cả cho mục đích sử dụng thương mại, miễn là ghi công.
| Tên giấy phép                            | Viết tắt | Biểu tượng       | Ghi nhận tác giả bắt buộc | Cho phép kết hợp văn hóa | Cho phép sử dụng thương mại | Cho phép các tác phẩm văn hóa miễn phí | Đáp ứng 'Định nghĩa mở' OKF |
| ---------------------------------------- | -------- | ---------------- | ------------------------- | ------------------------ | --------------------------- | -------------------------------------- | --------------------------- |
| Ghi công                                 | BY       | CC-BY icon       | Yes                       | Có                       | Có                          | Có                                     | Có                          |
| Ghi công-Chia sẻ tương tự                | BY-SA    | CC-BY-SA icon    | Yes                       | Có                       | Có                          | Có                                     | Có                          |
| Ghi công-Phi thương mại                  | BY-NC    | CC-by-NC icon    | Yes                       | Có                       | Không                       | Không                                  | Không                       |
| Ghi công-Chia sẻ tương tự-Phi thương mại | BY-NC-SA | CC-BY-NC-SA icon | Yes                       | Có                       | Không                       | Không                                  | Không                       |
| Ghi công-Không phái sinh                 | BY-ND    | CC-BY-ND icon    | Yes                       | Không                    | Có                          | Không                                  | Không                       |
| Ghi công-Phi thương mại-Không phái sinh  | BY-NC-ND | CC-BY-NC-ND icon | Yes                       | Không                    | Không                       | Không                                  | Không                       |

## Phiên bản 4.0
Phiên bản 4.0 mới nhất của giấy phép Creative Commons phát hành ngày 25 tháng 11 năm 2013 là giấy phép chung áp dụng cho hầu hết các khu vực pháp lý và thường không yêu cầu chuyển đổi. Không có chuyển đổi mới nào được triển khai trong giấy phép phiên bản 4.0. Phiên bản này không khuyến khích sử dụng các phiên bản đã chuyển đổi mà thay vào đó nó hoạt động như một giấy phép toàn cầu duy nhất.

## Các giấy phép khác
Một số giấy phép bổ sung đã được giới thiệu, những giấy phép này chuyên biệt hơn:
- Các giấy phép cho lấy mẫu, với hai tùy chọn:
  - Lấy mẫu Cộng - những phần của tác phẩm có thể được sao chép và chỉnh sửa với bất kỳ mục đích nào miễn không phải để quảng cáo, và toàn bộ tác phẩm có thể được sao chép với mục đích phi thương mại
  - Lấy mẫu Cộng Phi thương mại - toàn bộ hoặc từng phần của tác phẩm có thể được sao chép và chỉnh sửa với mục đích phi thương mại

Ngoài giấy phép, Creative Commons còn đề xuất một cách đơn giản để phát hành tài liệu vào phạm vi công cộng thông qua Cống hiến Phạm vi công cộng Lưu trữ ngày 4 tháng 12 năm 2015 tại Wayback Machine, cũng như Bản quyền của người sáng lập Lưu trữ ngày 30 tháng 10 năm 2007 tại Wayback Machine, thông qua đó tác phẩm được phát hành vào phạm vi công cộng sau 14 hoặc 28 năm.

## Những giấy phép đã hết dùng
Do không còn sử dụng hoặc bị phê bình, một số giấy phép Creative Commons được đưa ra trước đây đã được hủy bỏ, và chúng không còn được đề nghị sử dụng cho những tác phẩm mới. Những giấy phép không dùng bao gồm tất cả giấy phép thiếu yếu tố Ghi công, cũng như hai giấy phép không cho phép sao chép phi thương mại:
- Lấy mẫu – những phần của tác phẩm có thể được dùng với bất kỳ mục đích nào miễn là không quảng cáo, nhưng toàn bộ tác phẩm thì không được sao chép hoặc chỉnh sửa.
- DevNations – giấy phép quốc gia đang phát triển, chỉ áp dụng cho những nước được Ngân hàng Thế giới xếp loại "nền kinh tế có thu nhập chưa cao". Những hạn chế bản quyền hoàn toàn áp dụng đối với các nước khác.

## Chia sẻ tương tự

Biểu tượng Creative Commons cho Chia sẻ tương tự

Chia sẻ tương tự (Share-alike) là một thuật ngữ mang tính miêu tả được dùng trong dự án Creative Commons dành cho các giấy phép bản quyền có đưa vào những điều khoản copyleft nhất định.
Định nghĩa cụ thể do Creative Commons dùng là "Nếu bạn thay đổi, biến đổi, hoặc tạo mới dựa trên tác phẩm này, bạn chỉ có thể phân phối tác phẩm làm ra theo một giấy phép y hệt, tương tự hoặc tương thích". Tuy nhiên, những biến thể chung của các giấy phép chia sẻ tương tự định nghĩa phần mềm tự do và nội dung mở. Thuật ngữ copyleft đã được cộng đồng phần mềm tự do sử dụng từ thập niên 1980 thế kỷ trước để mô tả những điều khoản này, nhưng nó chỉ quan tâm đến những giấy phép tự do mà thôi.
- Giấy phép Công cộng GNU (GPL) và Giấy phép Tài liệu Tự do GNU (GFDL) của Dự án GNU tương tự như những giấy phép chia sẻ tương tự.
- Bộ giấy phép Creative Commons bao gồm nhiều loại giấy phép chia sẻ tương tự thường được chỉ ra bằng tên như giấy phép "-sa".
  - CC-by-sa, yêu cầu ghi công và tương tự nhưng không tương thích với GFDL
  - CC-by-nc-sa, yêu cầu chỉ được sử dụng với mục đích phi thương mại là một giấy phép chia sẻ tương tự nhưng không phải nội dung tự do, và do đó không thể xem là giấy phép Copyleft.

Ngược lại, cũng có nhiều giấy phép phần mềm tự do tùy ý không yêu cầu phải áp dụng điều khoản chia sẻ tương tự, do đó cho phép người dùng thực hiện chỉnh sửa và cải tiến rồi sau đó có thể sử dụng giấy phép khác và có thể có nhiều hạn chế hơn.

## Chỉ trích

### Debian
Những người quản lý Debian GNU/Linux, một bản phân phối Linux nổi tiếng vì sự tham gia triệt để quyền tự do phần mềm, không tin rằng thậm chí Giấy phép Ghi công Creative Commons, giấy phép ít hạn chế nhất, tôn trọng triệt để Hướng dẫn Phần mềm Tự do Debian do những điều khoản chống lại DRM của giấy phép (điều này có thể hạn chế việc tái phân phối cá nhân ở mức độ nào đó) và yêu cầu của nó trong mục 4a rằng những người dùng sau này phải từ bỏ lời ghi công của tác giả theo yêu cầu của tác giả.
Vì những giấy phép khác y hệt như Giấy phép Ghi công Creative Commons với những hạn chế cao hơn, Debian xem chúng là không tự do với cùng một lý do. Đã có những nỗ lực để loại bỏ những khúc mắc này ở phiên bản 3.0, do đó chúng có thể so sánh được với DFSG. Đến tháng 7 năm 2007, vẫn chưa thấy được phiên bản 3 của giấy phép Ghi công và Ghi công-Chia sẻ tương tự có được Debian chứng nhận hay không.

### Tổ chức Phần mềm Tự do
Tổ chức Phần mềm Tự do chấp nhận một vài giấy phép Creative Commons vì chúng đủ tự do đối với những tác phẩm sáng tạo hơn là đối với phần mềm, nhưng khuyến khích Giấy phép Nghệ thuật Tự do hơn là giấy phép Creative Commons. Richard Stallman, chủ tịch của Hiệp hội, đã giải thích rằng điều này tránh được rắc rối với điều khoản quá mập mờ "I sùng một giấy phép Creative Commons", mà không ghi chú giấy phép nào. Trước đây, ông cũng chỉ trích những giấy phép cụ thể đã không cho phép quyền tự do tạo ra bản sao chép gốc của tác phẩm để dùng cho mục đích phi thương mại, và nói rằng ông không còn ủng hộ Creative Commons như một tổ chức, vì những giấy phép của nó không còn có quyền tự do nói chung nữa. Tuy nhiên, Creative Commons sau đó đã bỏ những giấy phép này, và không còn khuyến khích sử dụng chúng.